# Dolichopus fractinervis
Dolichopus fractinervis är en tvåvingeart som först beskrevs av Octave Parent 1929.  Dolichopus fractinervis ingår i släktet Dolichopus och familjen styltflugor. Inga underarter finns listade i Catalogue of Life.